# Amtsgericht Cosel
Das Amtsgericht Cosel war ein preußisches Amtsgericht mit Sitz in Cosel.

## Geschichte
In Cosel bestand von 1849 bis 1879 das Kreisgericht Cosel. Das königlich preußische Amtsgericht Cosel wurde mit Wirkung zum 1. Oktober  1879 als eines von neun Amtsgerichten im Bezirk des Landgerichtes Ratibor im Bezirk des Oberlandesgerichtes Breslau gebildet. Der Sitz des Gerichtes war Cosel. Sein Gerichtsbezirk umfasste den Kreis Cosel. Am Gericht bestanden 1880 sieben Richterstellen. Das Amtsgericht war damit ein großes Amtsgericht im Landgerichtsbezirk. Ein Teil des Gerichtssprengels des Amtsgerichtes Cosel wurde 1888 dem neu gegründeten Amtsgericht Gnadenfeld zugeordnet.
Im Jahre 1945 wurde der Amtsgerichtsbezirk unter polnische Verwaltung gestellt, und die deutschen Einwohner wurden vertrieben. Damit endete auch die Geschichte des Amtsgerichtes Cosel. Unter polnischer Verwaltung entstand das Sąd Rejonowy w Koźlu (1950–1975: Sąd Powiatowy w Koźlu, heute Sąd Rejonowy w Kędzierzynie-Koźlu).

## Richter
- Erich Rudoph, Oberamtsrichter (1941)[3]